# (464429) 2016 BL32
(464429) 2016 BL32 es un asteroide perteneciente al cinturón de asteroides, descubierto el 26 de octubre de 2005 por el equipo Spacewatch desde el Observatorio Nacional de Kitt Peak (Arizona, Estados Unidos).